# HD 154857 c
HD 154857 c是一顆距離地球約209光年的太陽系外行星，位於天壇座，母恆星是HD 154857。該行星的軌道週期3470日（9.5年）。

## 概要
HD 154857 c的首次觀測是由西蒙·奧圖於2007年2月9日在澳洲以都卜勒光譜學法和HD 23127 b、HD 159868 b一起發現。因為尚未觀測到該行星完整軌道，因此使用的數據均為下限。先前未有嚴謹數據的軌道週期和質量下限都在2014年獲得確認 。

## 外部連結
- . The Extrasolar Planets Encyclopaedia.   [2008-08-25]. （原始内容存档于2012-06-02）.
- . Exoplanets.   [2008-08-25]. （原始内容存档于2008-05-19）.